# Робертсон, Элвин
Элвин Сайррел Робертсон (англ. Alvin Cyrrale Robertson; родился 22 июня 1962 года в Барбертоне, штат Огайо) — американский профессиональный баскетболист. Играл на позиции атакующего защитника, один из лучших оборонительных игроков НБА второй половины 1980-х годов, в 1986 году был удостоен звания лучшего оборонительного игрока года, а также в трёх сезонах был лучшим в лиге по перехватам, в настоящее время имеет лучший среди игроков, выступавших в НБА, показатель перехватов в среднем за игру — 2,7. Учился в Университете Арканзаса, в 1984 году в составе национальной сборной США стал олимпийским чемпионом. Выступал за клубы «Сан-Антонио Спёрс», «Милуоки Бакс», «Детройт Пистонс» и «Торонто Рэпторс».
Элвин Робертсон один из четверых игроков в истории НБА, который делал квадрупл-дабл. 18 февраля 1986 он набрал 20 очков, 11 подборов, 10 передач и 10 перехватов.

## Личная жизнь
Сын Робертсона, Тайрелл Джонсон, является профессиональным игроком в американский футбол. В 2008 году он был выбран на драфте НФЛ клубом «Миннесота Вайкингс».

### Проблемы с законом
Летом 1990 года Робертсон отсидел месяц в тюрьме за избиение жены. В августе 1997 года он был приговорён к году тюрьмы за избиение бывшей подруги. В январе 2007 года Робертсон вновь был арестован по обвинению в домашнем насилии.
26 февраля 2010 года Робертсон был арестован по обвинению в сексуальном насилии над ребёнком, торговле людьми и принуждении несовершеннолетней к проституции. По мнению властей Робертсон входил в преступную организацию, похитившую в 2009 14-летнюю девочку из Сан-Антонио, которую заставляли танцевать в стриптиз-клубе и заниматься сексом с его клиентами. В ходе расследования выяснилось, что девочка выдумала всю историю, а преступной организации не существовало. Робертсон был полностью оправдан судом.

## Статистика

### Статистика в НБА
| Сезон                                                                                    | Команда     | Регулярный сезон | Регулярный сезон | Регулярный сезон | Регулярный сезон | Регулярный сезон | Регулярный сезон | Регулярный сезон | Регулярный сезон | Регулярный сезон | Регулярный сезон | Регулярный сезон | Серия плей-офф | Серия плей-офф | Серия плей-офф | Серия плей-офф | Серия плей-офф | Серия плей-офф | Серия плей-офф | Серия плей-офф | Серия плей-офф | Серия плей-офф | Серия плей-офф |
| Сезон                                                                                    | Команда     | GP               | GS               | MPG              | FG%              | 3P%              | FT%              | RPG              | APG              | SPG              | BPG              | PPG              | GP             | GS             | MPG            | FG%            | 3P%            | FT%            | RPG            | APG            | SPG            | BPG            | PPG            |
| ---------------------------------------------------------------------------------------- | ----------- | ---------------- | ---------------- | ---------------- | ---------------- | ---------------- | ---------------- | ---------------- | ---------------- | ---------------- | ---------------- | ---------------- | -------------- | -------------- | -------------- | -------------- | -------------- | -------------- | -------------- | -------------- | -------------- | -------------- | -------------- |
| 1984/85                                                                                  | Сан-Антонио | 79               | 9                | 21,3             | 49,8             | 36,4             | 73,4             | 3,4              | 3,5              | 1,6              | 0,3              | 9,2              | Не участвовал  | Не участвовал  | Не участвовал  | Не участвовал  | Не участвовал  | Не участвовал  | Не участвовал  | Не участвовал  | Не участвовал  | Не участвовал  | Не участвовал  |
| 1985/86                                                                                  | Сан-Антонио | 82               | 82               | 35,1             | 51,4             | 27,6             | 79,5             | 6,3              | 5,5              | 3,7              | 0,5              | 17,0             | 3              | 3              | 32,7           | 27,6           | 0,0            | 84,6           | 4,7            | 6,3            | 2,3            | 0,3            | 9,0            |
| 1986/87                                                                                  | Сан-Антонио | 81               | 78               | 33,3             | 46,7             | 27,1             | 75,3             | 5,2              | 5,2              | 3,2              | 0,4              | 17,7             | Не участвовал  | Не участвовал  | Не участвовал  | Не участвовал  | Не участвовал  | Не участвовал  | Не участвовал  | Не участвовал  | Не участвовал  | Не участвовал  | Не участвовал  |
| 1987/88                                                                                  | Сан-Антонио | 82               | 82               | 36,3             | 46,5             | 28,4             | 74,8             | 6,1              | 6,8              | 3,0              | 0,8              | 19,6             | 3              | 3              | 39,7           | 56,6           | 42,9           | 77,8           | 4,7            | 9,3            | 4,0            | 0,3            | 23,3           |
| 1988/89                                                                                  | Сан-Антонио | 65               | 65               | 35,2             | 48,3             | 20,0             | 72,3             | 5,9              | 6,0              | 3,0              | 0,6              | 17,3             | Не участвовал  | Не участвовал  | Не участвовал  | Не участвовал  | Не участвовал  | Не участвовал  | Не участвовал  | Не участвовал  | Не участвовал  | Не участвовал  | Не участвовал  |
| 1989/90                                                                                  | Милуоки     | 81               | 81               | 32,1             | 50,3             | 15,4             | 74,1             | 6,9              | 5,5              | 2,6              | 0,2              | 14,2             | 4              | 4              | 38,8           | 52,2           | 0,0            | 70,6           | 5,8            | 4,8            | 2,3            | 0,0            | 23,5           |
| 1990/91                                                                                  | Милуоки     | 81               | 81               | 32,1             | 48,5             | 36,5             | 75,7             | 5,7              | 5,5              | 3,0              | 0,2              | 13,6             | 3              | 3              | 39,3           | 59,2           | 33,3           | 76,9           | 6,0            | 5,0            | 2,7            | 0,0            | 23,7           |
| 1991/92                                                                                  | Милуоки     | 82               | 79               | 30,0             | 43,0             | 31,9             | 76,3             | 4,3              | 4,4              | 2,6              | 0,4              | 12,3             | Не участвовал  | Не участвовал  | Не участвовал  | Не участвовал  | Не участвовал  | Не участвовал  | Не участвовал  | Не участвовал  | Не участвовал  | Не участвовал  | Не участвовал  |
| 1992/93                                                                                  | Милуоки     | 39               | 32               | 27,3             | 47,9             | 30,9             | 62,9             | 3,5              | 4,0              | 2,3              | 0,2              | 8,7              | Не участвовал  | Не участвовал  | Не участвовал  | Не участвовал  | Не участвовал  | Не участвовал  | Не участвовал  | Не участвовал  | Не участвовал  | Не участвовал  | Не участвовал  |
| 1992/93                                                                                  | Детройт     | 30               | 22               | 31,4             | 43,4             | 34,3             | 69,0             | 4,4              | 3,6              | 2,1              | 0,3              | 9,3              | Не участвовал  | Не участвовал  | Не участвовал  | Не участвовал  | Не участвовал  | Не участвовал  | Не участвовал  | Не участвовал  | Не участвовал  | Не участвовал  | Не участвовал  |
| 1995/96                                                                                  | Торонто     | 77               | 69               | 32,2             | 47,0             | 27,2             | 67,7             | 4,4              | 4,2              | 2,2              | 0,5              | 9,3              | Не участвовал  | Не участвовал  | Не участвовал  | Не участвовал  | Не участвовал  | Не участвовал  | Не участвовал  | Не участвовал  | Не участвовал  | Не участвовал  | Не участвовал  |
|                                                                                          | Всего       | 779              | 680              | 31,7             | 47,7             | 29,5             | 74,3             | 5,2              | 5,0              | 2,7              | 0,4              | 14,0             | 13             | 13             | 37,7           | 51,5           | 35,3           | 75,4           | 5,3            | 6,2            | 2,8            | 0,2            | 20,2           |
| Наведите курсор мыши на аббревиатуры в заголовке таблицы, чтобы прочесть их расшифровку. |             |                  |                  |                  |                  |                  |                  |                  |                  |                  |                  |                  |                |                |                |                |                |                |                |                |                |                |                |